# 宮道弘氏
宮道 弘氏（みやじ の ひろうじ、生年不詳 - 天延元年4月24日（973年5月28日））は、平安時代の貴族。越後守。

## 略歴
天禄2年（971年）頃、叔母の夫である藤原為信から越後守を譲られている 。
天延元年（973年）4月24日、群盗が源満仲の邸宅を襲って資材を掠め放火した。弘道は現場に駆けつけるも、賊の矢に当たり死去 。